# Attentat de 2020 à l'université de Kaboul
L'attentat de 2020 à l'université de Kaboul est un attentat survenu le 2 novembre 2020 lorsque trois hommes armés ont pris d'assaut le campus de l'université de Kaboul, en Afghanistan, tuant 32 personnes et en blessant 50 autres. L'attaque a commencé à peu près au moment où les fonctionnaires du gouvernement devaient arriver sur le campus pour l'ouverture d'un salon du livre iranien. Les trois hommes armés ont ensuite été tués lors d'un affrontement avec les forces de sécurité. L'attaque a eu lieu vers 11 h 0. L'État islamique - Province du Khorasan a revendiqué la responsabilité de l'attaque.

## Contexte
Située dans le 3e district de Kaboul, l'université de Kaboul est l'une des plus grandes institutions d'enseignement supérieur d'Afghanistan avec un effectif de 22 000 étudiants. L'université avait déjà été attaquée lorsqu'en juillet 2019 une bombe avait tué neuf personnes à l'extérieur des portes de l'université. Un peu plus d'une semaine avant l'attaque de novembre contre l'université, un kamikaze avait tué 30 personnes dans un autre établissement d'enseignement à Kaboul.
Le jour de l'attaque, l'université accueillait un salon du livre international. On s'attendait à ce que plusieurs fonctionnaires du gouvernement afghan et l'ambassadeur iranien en Afghanistan assistent à l'événement.

## Attaque
L'attaque a commencé le matin du 2 novembre vers 11 h 0. Un groupe d'hommes armés armés a fait exploser un explosif (peut-être un kamikaze) à la porte de l'université, après quoi ils sont entrés dans l'enceinte, tuant des passants et prenant environ 35 otages. De nombreux étudiants ont pu échapper à l'attaque en grimpant sur les murs d'enceinte de l'université, tandis que ceux emprisonnés dans des bâtiments ont été forcés de s'abriter sur place. Certains des blessés de l'attaque ont été évacués vers l'hôpital voisin d'Ali Abad.
La police de Kaboul et les forces spéciales de l'armée afghane ont été dépêchées à l'université et ont mis en place un périmètre autour du site, après quoi elles se sont lancées dans un balayage des terrains bâtiment par bâtiment au cours des heures suivantes. Les soldats américains et les forces spéciales norvégiennes ont également répondu à l'attaque.
À la suite de l'attaque, le SITE Intelligence Group a rapporté que la branche régionale de l'État islamique avait revendiqué la responsabilité des meurtres. Les talibans afghans ont nié la responsabilité de l'attaque, même si un responsable du gouvernement afghan l'a attribuée au groupe.

## Victimes
Trente-cinq personnes ont été tuées et plus de 50 autres ont été blessées. La majorité des victimes étaient des étudiants de l'université, qui faisaient tous partie de l'administration publique. Une sortie de presse domestique a décrit les morts comme l'Afghanistan "perdant sa jeunesse talentueuse" car beaucoup de victimes étaient des exécutants les plus performants dans leurs classes.

## Réactions

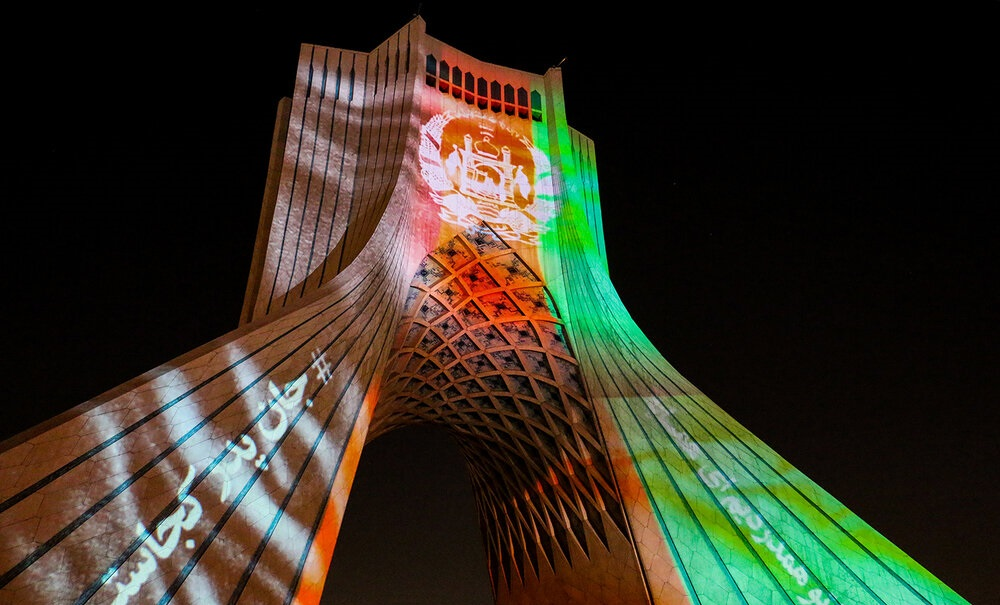
La tour Azadi de Téhéran illuminée en mémoire de l'attaque

L'attaque a été largement condamnée aux niveaux national et international. Le porte-parole présidentiel a déclaré que des "terroristes" "attaquaient des centres universitaires après avoir été vaincus à Helmand". Le premier vice-président Amrullah Saleh a tweeté: "Un jour, nous corrigerons nos échecs en matière de renseignement. Mais les talibans, leurs alliés sataniques aux vues similaires dans la porte voisine ne pourront jamais se laver la conscience de cette attaque puante et non justifiée contre l'Université de Kaboul. "L'ancien président Hamid Karzai l'a qualifié de "crime impardonnable". Saad Mohseni de Tolonews l'a décrit comme "Ces animaux tuent nos enfants." Le gouvernement afghan a déclaré que le lendemain de l'attaque était une journée nationale de deuil.
Saleh a admis que l'attaque était un échec du renseignement. Cependant, il a fait face à des réactions négatives après avoir blâmé les talibans pour l'attaque, qui, en réponse, l'ont nié.
Le Pakistan et l'Inde ont condamné l'attaque, comme l'ont fait d'autres pays et les Nations unies.
Des étudiants de l'université ont déclaré le lendemain à la presse locale que l'attaque ne les dissuaderait pas de suivre une formation.